# Liu
Liu ist ein chinesischer Familienname. Die Transkription Liu kann mit unterschiedlichen chinesischen Schriftzeichen ausgeführt werden, die Familiennamen 劉 (刘 in Kurzzeichen, Lau auf Kantonesisch), 柳, 留 sowie 六. Auf Vietnamesisch kann der Name entweder als „Liễu“ (im Norden) oder als „Lưu“ (im Süden) dargestellt werden.
In kantonesischer Transkription ist Liu noch ein anderer Name: 廖.
劉 ist ein überaus häufiger Name, der seit der Han-Dynastie existiert – einem Höhepunkt der chinesischen Geschichte.

## Namensträger
Die Kaiser der folgenden Dynastien trugen den Familiennamen Liu:
- die Han-Dynastie
- die Shu Han zur Zeit der drei Reiche
- die Hunnenreiche Han-Zhao und Tiefu Xia in der Periode der sechzehn Reiche,
- die Frühere Song-Dynastie der südlichen Dynastien
- die Spätere Han-Dynastie, das Nördliche Han-Reich, das Südliche Han-Reich in der Periode der Fünf Dynastien und Zehn Königreiche

### A
- Adrian Liu (* 1983), kanadischer Badmintonspieler
- Aidan Liu (* 2000), US-amerikanischer Fußballspieler
- Liu Ailing (* 1967), chinesische Fußballspielerin
- Alysa Liu (* 2005), US-amerikanische Eiskunstläuferin
- Anthony Liu (Eiskunstläufer) (* 1974), chinesisch-australischer Eiskunstläufer
- Anthony Liu (Rennfahrer) (* 1984), chinesischer Automobilrennfahrer
- Anthony Liu (Judoka) (* 1987), Judoka aus Amerikanisch-Samoa

### B
- Liu Baiyu (1916–2005), chinesischer Schriftsteller und Kulturpolitiker
- Liu Bang (劉邦,  Liú Bāng) siehe Han Gaozu
- Liu Bannong (1891–1934), chinesischer Linguist, Dichter, Übersetzer und Literaturkritiker
- Liu Bao  (劉保,  Liu Bǎo)  siehe Han Shundi
- Liu Bei (161–223), chinesischer Staatengründer
- Bernice Jan Liu (* 1979), chinesische Schauspielerin und Sängerin
- Liu Bian (176–190) (劉辯,  Liú Biàn), chinesischer Kaiser
- Liu Biao (142–208), chinesischer Gouverneur
- Liu Biao (Radsportler) (* 1988), chinesischer Straßenradrennfahrer
- Liu Bichun (* 1975), chinesische Schwimmerin
- Liu Binbin (* 1993), chinesischer Fußballspieler
- Liu Bing (劉炳,  Liú Bing) siehe Han Chongdi
- Bing Liu (* 1989), chinesisch-US-amerikanischer Filmregisseur und Kameramann
- Liu Birong (* 1957), taiwanischer Verhandlungsforscher
- Liu Binyan (1925–2005), chinesischer Journalist und Autor
- Liu Bocheng (1892–1986), chinesischer Armeeführer
- Liu Bolin (* 1973), chinesischer Fotograf, Bildhauer und Performancekünstler
- Liu Boming (* 1966), chinesischer Taikonaut
- Liu Bojian (1895–1935), chinesischer Revolutionär
- Bruce Liu (* 1997), kanadischer Konzertpianist

### C
- Catherine Liu (* 1964), US-amerikanische Kulturtheoretikerin
- Liu Chang (Literat) 刘昌, chinesischer Literat
- Liu Chang (Song-Dynastie) 刘敞, chinesischer Literat der Zeit der Song-Dynastie
- Liu Chang (Tennisspielerin) (* 1990), chinesische Tennisspielerin
- Liu Changcheng (* 1964), chinesischer Volleyballspieler und -trainer
- Liu Changchun (1909–1983), chinesischer Leichtathlet
- Liu Chao-shiuan (* 1943), taiwanischer Politiker
- Liu Che (劉彻,  Liú Chè) siehe Han Wudi
- Liu Cheng (* 1992), chinesischer Badmintonspieler
- Liu Cheng-tao (* 1937), taiwanischer Radrennfahrer
- Liu Chengan (* 1972), chinesischer Dartspieler
- Liu Cheng-chieh (* 1994), taiwanischer Poolbillardspieler
- Liu Chengzhao (1900–1976), chinesischer Herpetologe
- Liu Chia Che (* 1982), taiwanischer Tennisspieler
- Liu Chia-Chang (1943–2024), taiwanesischer Songschreiber, Sänger, Drehbuchautor und Regisseur
- Liu Chuang (Judoka) (* 1974), chinesische Judoka
- Liu Chuang (Künstler) (* 1979), chinesischer Künstler
- Liu Chuang (Snookerspieler) (* 1990), chinesischer Snookerspieler
- Liu Chung Hsing (* 1964), taiwanischer Tennisspieler
- Liu Chunhong (* 1985), chinesische Gewichtheberin
- Liu Chunhua (Eishockeyspielerin) (* 1974), chinesische Eishockeyspielerin und -trainerin
- Liu Chunhua (Leichtathletin) (* 1986), chinesische Speerwerferin
- Liu Cixin (* 1963), chinesischer Schriftsteller
- Chiu-Chu Melissa Liu (* 1974), chinesische Mathematikerin und Hochschullehrerin
- Claire Liu (* 2000), US-amerikanische Tennisspielerin
- Liu Cong (Drei Reiche), Warlord zur Zeit der Drei Reiche
- Liu Cong (Xiongnu) († 318), Herrscher der südlichen Xiongnu (310–318)

### D
- Liu Da (劉炟,  Liú Dá) (57–88), chinesischer Kaiser der Han-Dynastie, siehe Han  Zhangdi
- Dageng Liu, chinesischer Mitarbeiter der Welternährungsprogramms
- Liu Dalin (1932–2022), chinesischer Sexualwissenschaftler
- Dallas Liu (* 2001), US-amerikanischer Schauspieler
- David Ruchien Liu (* 1973), US-amerikanischer Chemiker und Biologe
- Liu Dehai (1937–2020), chinesischer Pipaspieler, Komponist und Musikpädagoge
- Liu Deren (Dichter) (刘得仁), chinesischer Dichter der Tang-Dynastie
- Liu Deren (Daoist)  (劉德仁) (1122–1180), chinesischer Daoist der Jin-Dynastie
- Liu Dezhu (* 2000), chinesischer Mittelstreckenläufer
- Liu Dingshuo (* 1998), chinesischer Tischtennisspieler
- Liu Dong (Boxer) (* 1968), chinesischer Boxer
- Liu Dong (Leichtathletin) (* 1973), chinesische Leichtathletin

### E
- Liu En-hung (* 1966), taiwanischer Badmintonspieler

### F
- Liu Fan Frances (* 1984), singapurische Badmintonspielerin
- Liu Fang (* 1974), chinesische Musikerin
- Liu Fang (Juristin), chinesische Juristin und UN-Beamtin
- Liu Fang (Leichtathletin) (* 1990), chinesische Mittelstreckenläuferin
- Liu Fangren (* 1936), chinesischer Politiker
- Liu Fangyi (* 1983), chinesischer Eisschnellläufer
- Liu Fangzhou (* 1995), chinesische Tennisspielerin
- Liu Fei (Prinz) († 195 v. Chr.), Prinz der chinesischen Han-Dynastie
- Liu Fei (Tischtennisspielerin) (* 1994), chinesische Tischtennisspielerin
- Liu Feiliang (* 1985), chinesischer Leichtathlet
- Liu Feng († 220), chinesischer General
- Liu Feng (Politiker) (* 1937), chinesischer Politiker
- Liu Fuk Man (* 1952), Tischtennisspieler aus Hongkong
- Liu Fuzhi († 2013), chinesischer Politiker

### G
- Liu Gang (* 1961), chinesischer Wissenschaftler
- Liu Gaoyang (* 1996), chinesische Tischtennisspielerin
- Liu Giulan (* 1971), chinesische Biathletin
- Liu Gong († 184 v. Chr.) (劉恭,  Liú Gōng), chinesischer Kaiser
- Gordon Liu (* 1955), chinesischer Martial-Arts-Schauspieler
- Liu Guoliang (* 1976) (劉 國樑 / 刘 国梁,  Liú Guóliáng), chinesischer Tischtennisspieler
- Liu Guozheng (* 1980), chinesischer Tischtennisspieler und -trainer
- Liu Guozhong (* 1962), chinesischer Politiker

### H
- Liu Haili (* 1984), chinesische Siebenkämpferin
- Liu Haitao (* 1982), chinesischer Poolbillardspieler
- Liu Haitao (Leichtathlet) (* 1983), chinesischer Sprinter
- Liu Haixia (* 1980), chinesische Gewichtheberin
- Liu Han (1965–2015), chinesischer Unternehmer
- Liu Hao (Leichtathlet) (* 1968), chinesischer Kugelstoßer
- Liu Hao (Regisseur) (* 1968), chinesischer Filmregisseur
- Liu Hao (Radsportler) (* 1988), chinesischer Radsportler
- Liu Hao (Gewichtheber) (* 1989), chinesischer Gewichtheber
- Liu Hao (Kanute) (* 1993), chinesischer Rennkanute
- Liu He (Han) (um 92 v. Chr.–59 v. Chr.), Kaiser der Westlichen Han-Dynastie
- Liu He (Han-Zhao), Kaiser der Han-Zhao-Dynastie
- Liu He (Politiker) (* 1952), chinesischer Politiker
- Liu Henan (* 1976), chinesischer Eishockeyspieler
- Liu Heung Shing (* 1951), chinesisch-US-amerikanischer Fotograf
- Holly Liu, US-amerikanische Spieleentwicklerin und Unternehmerin
- Liu Hong (劉弘,  Liú Hóng) († 180 v. Chr.), chinesischer Kaiser (Han Houshaodi)
- Liu Hong (劉宏,  Liú Hóng) (156–189), chinesischer Kaiser, siehe Han Lingdi
- Liu Hong (Leichtathletin) (* 1987), chinesische Geherin
- Liu Hongliang (* 1997), chinesischer Langstreckenläufer
- Liu Hongyang, chinesischer Diplomat
- Liu Hongyu (Leichtathletin) (* 1975), chinesische Geherin
- Liu Hongyu (Snookerspieler) (* 2004), chinesischer Snookerspieler
- Liu Hsing-Yin (* 1987), taiwanische Tischtennisspielerin
- Liu Hsiu-mei (* 1972), taiwanische Fußballspielerin
- Liu Hu (劉祜,  Liú Hù) (94–125), chinesischer Kaiser, siehe Han Andi
- Liu Huan (* 1963), chinesischer Sänger
- Liu Huaqing (1916–2011), chinesischer Politiker
- Liu Hui (um 220–um 280), chinesischer Mathematiker
- Liu Hui (Politikerin) (* 1959), chinesische Politikerin
- Liu Huixia (* 1997), chinesische Wasserspringerin

### J
- J. J. Liu (* 1965), taiwanische Pokerspielerin
- James Liu Tan-kuei (* 1953), chinesischer Geistlicher, Bischof von Hsinchu
- Jasmine Liu (* 2002), US-amerikanisch-samoanische Beachhandballspielerin
- Jenni Liu (* 2000), deutsche Volleyballspielerin
- Liu Ji (劉季,  Liú  Jì), persönlicher Name von Han Gaozu (256/247 v. Chr.–195 v. Chr.), Kaiser von China
- Liu Jia (* 1982), österreichische Tischtennisspielerin
- Jia Liu, Ingenieurin und Hochschullehrerin im Fachbereich des Bauingenieurwesens
- Liu Jiakun (* 1956), chinesischer Architekt und Autor
- Liu Jiali (* 1994), chinesische Radsportlerin
- Liu Jian (Künstler) (* 1969), chinesischer Künstler, Animator und Filmregisseur
- Liu Jian (Badminton) (* 1983), chinesische Badmintonspielerin
- Liu Jian (Fußballspieler) (* 1984), chinesischer Fußballspieler
- Liu Jiang (25–58), chinesischer Kronprinz
- Liu Jianjun (* 1969), chinesischer Badmintonspieler
- Liu Jiansheng (* 1972), chinesischer Fußballspieler
- Liu Jianye (* 1987), chinesischer Fußballspieler
- Liu Jiayi (* 1956), chinesischer Politiker
- Liu Jiayin (* 1981), chinesische Filmemacherin und Hochschullehrerin
- Liu Jiayu (* 1992), chinesische Snowboarderin
- Liu Jie (Politiker, 1915) (1915–2018), chinesischer Politiker
- Liu Jie (Regisseur) (* 1966), chinesischer Regisseur
- Liu Jie (Politiker, 1970) (* 1970), chinesischer Politiker
- Liu Jie (Leichtathlet) (* 1979), chinesischer Hürdensprinter
- Liu Jie (Radsportler) (* 1993), chinesischer Radsportler
- Liu Jie (* 1995), chinesisch-kanadischer Eishockeyspieler, siehe Jason Fram
- Liu Jie (Badminton) (Liu Run Jie; * 2001), chinesische Badmintonspielerin
- Liu Jie (Sportschützin), chinesische Sportschützin
- Liu Jie (Ringerin), chinesische Ringerin und MMA-Kämpferin
- Liu Jinfeng (* 1977), chinesische Biathletin
- Liu Jing (Prinz) (37–67), chinesischer Prinz
- Liu Jing (Schauspieler) (* 1963), chinesischer Schauspieler
- Liu Jing (Leichtathletin, 1971) (* 1971), chinesische Mittelstreckenläuferin
- Liu Jing (Leichtathletin, 1977) (* 1977), chinesische Hürdenläuferin
- Liu Jing (Ruderin) (* 1987), chinesische Ruderin
- Liu Jing (Eisschnellläuferin) (* 1988), chinesische Eisschnellläuferin
- Liu Jing (Tischtennisspielerin) (* 1988), chinesische Tischtennisspielerin
- Liu Jing (Schwimmerin) (* 1990), chinesische Schwimmerin
- Liu Jing (Fußballspielerin) (* 1998), chinesische Fußballspielerin
- Liu Jingsheng (* 1954), chinesischer Journalist und Gewerkschafter
- Liu Jingsong (* 1984), chinesischer Biathlet
- Liu Jingyi (Leichtathletin, 1994) (* 1994), chinesische Hochspringerin
- Liu Jingyi (* 2000), chinesische Siebenkämpferin
- Liu Jinli (* 1989), chinesische Curlerin
- Liu Jiren (* 1955), chinesischer Industriemanager
- Liu Jiyuan (* 1933), chinesischer Politiker (Volksrepublik China)
- Joanne Liu (* 1965), kanadische Ärztin
- John Liu (* 1944), taiwanischer Schauspieler und Kampfkünstler
- John Liu Shi-gong (1928–2017), chinesischer Geistlicher, Bischof von Jining
- Joseph Liu Xinhong (* 1964), chinesischer Geistlicher, Bischof von Anqing
- Liu Jun (Philosoph) 刘峻 (Liu Xiaobiao; 462–521), chinesischer Philosoph
- Liu Jun (Manager), chinesischer Bankmanager
- Liu Jun (Badminton) (* 1968), chinesischer Badmintonspieler
- Liu Jun (Basketballspielerin) (* 1969), chinesische Basketballspielerin
- Liu Junxi (* 2003), chinesischer Hürdenläufer

### K
- Liu Kai (Song-Dynastie) 柳开 (947–1000), chinesischer Gelehrter
- Liu Kai (Baseballspieler) (* 1987), chinesischer Baseballspieler
- Liu Kai (Badminton) (* 1993), chinesischer Badmintonspieler
- Liu Kun (* 1956), chinesischer Finanzminister
- Kate Liu (* 1994), US-amerikanische Pianistin
- Kefeng Liu (* 1965), chinesischer Mathematiker
- Ken Liu (* 1976), amerikanischer Schriftsteller, Dichter, Anwalt und Programmierer
- Liu Kwok Man (* 1978), Fußballschiedsrichter aus Hongkong
- Liu Kwok Wa (* 1978), Badmintonspieler aus Hongkong

### L
- Laura Na Liu (* 1979), chinesische Physikeri
- Liu Li (* 1971), chinesische Mittelstreckenläuferin
- Liu Li-lin (* 2002), taiwanische Sprinterin
- Liu Limin (* 1976), chinesische Schwimmerin
- Liu Liming (* 1989), chinesische Biathletin und Skilangläuferin
- Liu Ling, chinesischer Dichter
- Ling Liu (* 1960), chinesisch-amerikanische Informatikerin und Hochschullehrerin
- Liu Lingling (* 1994), chinesische Trampolinturnerin
- Liu Linrui (1917–1995), hui-chinesischer Arabist und Übersetzer
- Liu Long (劉隆,  Liú Lóng) siehe Han Shangdi
- Liu Longtan (* 1988), chinesischer Eishockeyspieler
- Liu Lu (* 1977), chinesische Badmintonspielerin
- Lucas Liu Hsien-tang (* 1928), taiwanischer katholischer Geistlicher, Bischof
- Lucy Liu (* 1968), US-amerikanische Schauspielerin
- Lydia H. Liu (* 1957), chinesische Literaturwissenschaftlerin und Sinologin
- Lynette Liu (* 2004), amerikanisch-samoanische Beachhandballspielerin

### M
- Mau-Tsai Liu (1914–2007), chinesischer Sinologe
- Liu Min (* 1983), chinesische Marathonläuferin
- Liu Ming-huang (* 1984), taiwanischer Bogenschütze
- Liu Mingchuan (1836–1896), chinesischer Militär, Gouverneur von Taiwan
- Liu Mingkang (* 1946), chinesischer Vorsitzender der Bankenregulierungsbehörde
- Liu Mingzu (1936–2022), chinesischer Politiker
- Monika Liu (* 1988), litauische Sängerin
- Mu Liu (* 1974), chinesischer Schauspieler

### N
- Na Liu (Tischtennisspielerin) (* 1983), britische Tischtennisspielerin
- Nina Liu (* 1977), australische Schauspielerin
- Liu Ning (* 1962), chinesischer Politiker

### O
- Liu Ou (* 1986), chinesische Synchronschwimmerin

### P
- Paul Liu Jinghe († 2013), chinesischer Bischof
- Liu Peixuan (* 1992), chinesischer Badmintonspieler
- Liu Penzi (11–??), chinesischer Kaiser
- Peter Liu Genzhu (* 1966), chinesischer Geistlicher, römisch-katholischer Bischof von Hongdong
- Peter Liu Guandong (1919–2013), römisch-katholischer Bischof
- Liu Ping (Aktivistin) (* 1964), chinesische Bürgerrechtlerin
- Liu Ping (Leichtathletin) (* 1984), chinesisches Leichtathletin, Teilnehmerin der Paralympics 2012
- Liu Ping (Wasserballspielerin) (* 1987), chinesische Wasserballspielerin
- Liu Ping (Hockeyspielerin) (* 1994), chinesische Hockeyspielerin

### Q
- Liu Qi (Song-Dynastie) 刘跂, chinesischer Literat
- Liu Qi (1203－1250) 刘祁, chinesischer Literat
- Liu Qi (Qing-Dynastie) 刘淇, chinesischer Literat
- Liu Qi (Politiker) (* 1942), chinesischer Politiker
- Liu Qi (Politiker, 1956) (* 1956), chinesischer Politiker
- Liu Qi (Radsportler) (* 2000), chinesischer Bahnradsportler
- Liu Qi (Skispringerin) (* 1996), chinesische Skispringerin
- Liu Qiangdong, chinesischer Unternehmer
- Liu Qibao (* 1953), chinesischer Politiker
- Liu Qing (Prinz) (刘庆, 78–106), chinesischer Kronprinz
- Liu Qing (Schriftsteller) (柳青, 1916–1978), chinesischer Schriftsteller
- Liu Qing (Schauspielerin) (柳青, 1943–2015), taiwanische Schauspielerin
- Liu Qing (Basketballspielerin) (柳青, * 1964), chinesische Basketballspielerin
- Liu Qing (Leichtathletin) (刘青, * 1986), chinesische Leichtathletin
- Liu Qing (Taekwondoin) (刘情, * 1993), chinesische Taekwondoin
- Liu Qing (Eishockeyspieler) (刘庆, * 1996), chinesischer Eishockeyspieler
- Liu Qingyi (* 2005), chinesische Breakdancerin
- Liu Qiuhong (* 1988), chinesische Shorttrackerin
- Liu Qizhen (* 1995), chinesischer Speerwerfer

### R
- Liu Renjing (1902–1987), chinesischer Politiker
- Liu Rui (* 1982), chinesischer Curler
- Liu Rushi (1618–1664), chinesische Kurtisane, Dichterin und Politikerin

### S
- Sam Liu, US-amerikanischer Produzent, Regisseur, Storyboard-Künstler und Charakter-Designer
- Sarah Liu (* 1981), deutsche Schauspielerin
- Shaoang Liu (* 1998), ungarischer Shorttracker
- Shaolin Sándor Liu (* 1995), ungarischer Shorttracker
- Liu Shan († 180 v. Chr.) (劉山,  Liú Shān), chinesischer Kaiser siehe (Liu Hong)
- Liu Shan (207–271) (劉禪,  Líu  Shàn), Kaiser in Sichuan
- Liu Shanshan (* 1992), chinesische Fußballspielerin
- Liu Shaoqi (1898–1969), chinesischer Politiker
- Liu Shaozhuo (* 1990), chinesische Tennisspielerin
- Liu Shaoziyang (* 2003), chinesischer Fußballspieler
- Liu Shasha, chinesische Poolbillardspielerin
- Liu Sheng († 113 v. Chr.), chinesischer Prinz
- Liu Shengshu (* 2004), chinesische Badmintonspielerin
- Liu Shifu (1884–1915), chinesischer Anarchist
- Liu Shilan (* 1962), chinesische Schachspielerin
- Liu Shipei (1884–1919), chinesischer Gelehrter, konfuzianischer Historiker, Anarchist, Revolutionär, Philosoph und Publizist
- Liu Shiwen (* 1991), chinesische Tischtennisspielerin
- Liu Shiying (* 1993), chinesische Speerwerferin
- Liu Shoubin (* 1968), chinesischer Gewichtheber
- Liu Shu Hua (* 1962), chinesischer Tennisspieler
- Liu Sijia (* 1988), chinesische Curlerin
- Liu Siqi (* 1995), chinesische Tennisspielerin
- Liu Siyu (* 1995), chinesischer Tennisspieler
- Liu Song (Snookerspieler) (* 1983), chinesischer Snookerspieler
- Simu Liu (* 1989), chinesisch-kanadischer Schauspieler
- Liu Sung-pan (1931–2016), taiwanischer Politiker
- Sunny Liu (* 1969), singapurischer Tennisspieler
- Liu Suola (* 1955), chinesische Komponistin, Autorin und Musikerin

### T
- Liu Ta-Chung (1914–1975), chinesischer Wirtschaftswissenschaftler
- Liu Tai-wei (* 1985), taiwanischer Tennisspieler
- Liu Tai-Ping (* 1945), chinesischer Mathematiker
- Liu Tianhua (1895–1932), chinesischer Musiklehrer und Musiker
- Liu Tingting (* 1990), chinesische Hammerwerferin
- Tony Liu (* 1952), chinesischer Schauspieler und Kampfkünstler
- Liu Tsz-Ling (* 1991), Hongkonger Squashspielerin
- Liu Tungsheng (1917–2008), chinesischer Geowissenschaftler

### W
- Liu Wai Yaw (* 1964), singapurischer Tennisspieler
- Liu Wansu (12. Jahrhundert), chinesischer Arzt; Lehrer von Zhang Yuansu
- Liu Wei (Tischtennisspielerin) (* 1969), chinesische Tischtennisspielerin
- Liu Wei (Eisschnellläufer), chinesischer Eisschnellläufer
- Liu Wei (Künstler) (* 1972), chinesischer Künstler
- Liu Wei (Germanist) (* 1972), chinesischer Germanist
- Liu Wei (Basketballspieler) (* 1980), chinesischer Basketballspieler
- Liu Wei (Curler) (* 1984), chinesischer Rollstuhlcurler
- Liu Wei (Boxer) (* 1987), chinesischer Boxer
- Liu Wei (Pianist) (* 1987), chinesischer Pianist
- Liu Wei (Eishockeyspieler) (* 1991), chinesischer Eishockeyspieler
- Liu Weijia (* 1974), chinesischer Schriftsteller
- Liu Weiping (* 1953), chinesischer Politiker und Gouverneur von Gansu
- Liu Weishan (* 1999), chinesische Tischtennisspielerin
- Liu Wen (* 1988), chinesisches Model
- Liu Wencai (1887–1949), chinesischer Grundbesitzer
- Liu Wendian (1889–1958), chinesischer Sinologe und Philologe
- Liu Wenhui (1895–1976), chinesischer Warlord
- Liu Wenwei (* 2003), chinesischer Snookerspieler
- Liu Wenzhe (1940–2011), chinesischer Schachspieler und -trainer

### X
- Liu Xia (Badminton) (* 1955), chinesische Badmintonspielerin
- Liu Xia (Künstlerin) (* 1961), chinesische Künstlerin
- Liu Xia (Judoka) (* 1979), chinesische Judoka
- Liu Xia (Gewichtheberin) (* 1981), chinesische Gewichtheberin
- Liu Xianbin (* 1968), chinesischer Schriftsteller, Dissident und Menschenrechtsaktivist
- Liu Xiang (Leichtathlet)  (* 1983), chinesischer Leichtathlet
- Liu Xiang (Schwimmerin) (* 1996), chinesische Schwimmerin
- Liu Xiang (Prinz) († 179 v. Chr.), chinesischer Prinz
- Liu Xiang (Autor) 劉向 / 刘向 (77 v. Chr.–6 v. Chr.), chinesischer Schriftsteller
- Liu Xiangrong (* 1988), chinesische Kugelstoßerin
- Liu Xianwei (* 1987), chinesischer Shorttracker
- Liu Xianying (* 1977), chinesische Biathletin
- Liu Xiao Cheng (* 1969), chinesischer Tennisspieler
- Liu Xiaofeng (* 1956), chinesischer Philosoph
- Liu Xiaobo (1955–2017), chinesischer Schriftsteller und Dissident
- Liu Xiaobo (Taekwondoin) (* 1984), chinesischer Taekwondoin
- Liu Xiaolong (* 1988), chinesischer Badmintonspieler
- Liu Xiaosheng (* 1988), chinesischer Leichtathlet
- Liu Xiaotong (* 1990), chinesische Volleyballspielerin
- Liu Xiaoyu (* 1997), kanadischer Konzertpianist
- Liu Xie (um 465–522), chinesischer Autor
- Liu Xie, bürgerlicher Name von Han Xiandi (181–234), chinesischer Kaiser
- Liu Xihong, chinesischer Diplomat
- Liu Xin (Astronom) († 23), chinesischer Astronom und Historiker
- Liu Xin (Moderatorin) (* 1975), chinesische Fernsehmoderatorin und Journalistin
- Liu Xin (Radsportlerin) (* 1986), chinesische Radsportlerin
- Liu Xin (Badminton) (* 1990), chinesische Badmintonspielerin
- Liu Xin (Tischtennisspielerin) (* 1997), spanische Tischtennisspielerin
- Liu Xin (Turnerin) (* 1999), chinesische Rhythmische Sportgymnastin
- Liu Xingju († 177 v. Chr.), chinesischer Prinz
- Liu Xingzhou (1933–2011), chinesischer Flugzeugingenieur, Vater der chinesischen Staustrahltriebwerke
- Liu Xiu, Geburtsname von Han Guangwu di (5 v. Chr.–57 n. Chr.), chinesischer Kaiser
- Liu Xiuming (1957–2023), chinesische Künstlerin
- Liu Xuan, persönlicher Name von Han Gengshidi († 25), Kaiser der chinesischen Han-Dynastie
- Liu Xuan (Shu) († 263), Kronprinz der Shu Han
- Liu Xuan (Turnerin) (* 1979), chinesische Turnerin
- Xuan Liu (* 1985), kanadische Pokerspielerin
- Liu Xun (General), chinesischer General der Han-Dynastie
- Liu Xun (Tang-Dynastie) 刘恂, chinesischer Gelehrter zur Zeit der Tang-Dynastie
- Liu Xun (1240–1319) 刘埙, chinesischer Gelehrter und Dichter Ende der Song-, Anfang der Yuan-Dynastie

### Y
- Liu Yan (Bosheng) († 23), chinesischer General
- Liu Yan (Gouverneur) († 194), Provinzgouverneur der Han-Dynastie
- Liu Yan (Drei Reiche), Offizier unter Cao Cao
- Liu Yan (Kaiser) (889–942), chinesischer Kaiser der südlichen Han-Dynastie
- Liu Yan (Schauspielerin) (* 1980), chinesische Schauspielerin
- Liu Yan (Tänzerin) (* 1982), chinesische Tänzerin
- Liu Yan (Eiskunstläuferin) (* 1984), chinesische Eiskunstläuferin
- Liu Yan (Schachspieler) (* 2000), chinesischer Schachspieler
- Liu Yanan (* 1980), chinesische Volleyballspielerin
- Liu Yanan (Leichtathletin) (* 1987), chinesische Dreispringerin
- Liu Yandong (* 1945), chinesische Politikerin
- Liu Yanfei (* 1967), chinesischer Eisschnellläufer
- Yang Liu (Designerin) (* 1976), deutsche Designerin

- Liu Yang (劉陽), Geburtsname von Han Mingdi (28–75 n. Chr.), Kaiser der chinesischen Han-Dynastie
- Liu Yang (Raumfahrerin) (* 1978), chinesische Taikonautin
- Liu Yang (Rennfahrer) (* 1984), chinesischer Rennfahrer
- Liu Yang (Autor) (* 1986), chinesischer Schriftsteller
- Liu Yang (Kugelstoßer) (* 1986), chinesischer Leichtathlet
- Liu Yang (Leichtathlet, 1990) (* 1990), chinesischer Leichtathlet
- Liu Yang (Fußballspieler, 1991), chinesischer Fußballspieler
- Liu Yang (Turner) (* 1994), chinesischer Turner
- Liu Yang (Fußballspieler, 1995), chinesischer Fußballspieler
- Liu Yanni (* 1999), chinesische Tennisspielerin
- Liu Yao (Offizier) (157–198), Offizier der Östlichen Han-Dynastie
- Liu Yao (Kaiser) († 329), Kaiser der Han-Zhao
- Liu Yazi (1887–1958), chinesischer Dichter
- Liu Ye (Ziyang) (171–234), Berater des chinesischen Warlords Cao Cao
- Liu Ye (Maler) (* 1964), chinesischer Maler
- Liu Ye (Schauspieler) (* 1978), chinesischer Schauspieler
- Liu Yi († 180 v. Chr.) (劉義,  Liú Yì), chinesischer Kaiser, siehe Liu Hong
- Liu Yi (劉懿,  Liú Yì), chinesischer Kaiser
- Liu Yi (Badminton) (* 1988), singapurischer Badmintonspieler
- Liu Yi (Tischtennisspieler) (* 1992), chinesischer Tischtennisspieler
- Liu Yi (Badminton, 2003) (* 2003), chinesischer Badmintonspieler
- Liu Yi (Badminton, 2005) (* 2005), taiwanischer Badmintonspieler
- Liu Yifei (* 1987), chinesische Schauspielerin
- Yifeng Liu (* 1985), chinesischer Mathematiker
- Liu Yilin (* 1985), chinesischer Straßenradrennfahrer
- Liu Yin (Han-Zhao) († 329), chinesischer Fürst
- Liu Yin (Südliches Han-Reich) (874–911), Militärgouverneur von Qinghaijun
- Liu Yin (Yuan-Dynastie) 刘因, chinesischer Dichter
- Liu Yin (Ming-Dynastie) 刘寅, chinesischer Militärbeamter und -autor
- Liu Yin (Curlerin) (* 1981), chinesische Curlerin
- Yina Liu (* 1997), deutsche Volleyballspielerin
- Liu Ying, Geburtsname von Han Huidi (210 v. Chr.–188 v. Chr.), chinesischer Kaiser
- Liu Ying (Prinz) († 71), Prinz von Chu
- Liu Ying (Fußballspielerin) (* 1974), chinesische Fußballspielerin
- Liu Ying (Eiskunstläuferin) (* 1975), chinesische Eiskunstläuferin
- Liu Ying (Radsportlerin) (* 1984), chinesische Radsportlerin
- Liu Yinghui (* 1978), chinesische Hammerwerferin
- Liu Yingkui (* 1982), chinesischer Eishockeyspieler
- Liu Yinglan (* 2005), chinesische Sprinterin
- Liu Yong (Kriegsherr) († 29 n. Chr.), chinesischer Kriegsherr
- Liu Yong (Poet) (987–1053), chinesischer Poet
- Liu Yong (Kalligraf) (1720–1804), chinesischer Kalligraf
- Liu Yong (Badminton) (* 1975), chinesischer Badmintonspieler
- Liu Yongfu (1837–1917), chinesischer Militärkommandant
- Liu Yongshen (* 1996), chinesischer Eishockeyspieler
- Liu Yongxing (* 1948), chinesischer Unternehmer
- Liu You (劉祐,  Liú Yòu), siehe Han Andi
- Liu Yuan (Xiongnu) († 310), Kaiser der Han-Zhao
- Liu Yuan (Musiker) (1960–2024), chinesischer Rock- und Jazz-Musiker
- Liu Yuan (Fechterin) (* 1981), chinesische Florettfechterin
- Liu Yuan (Tischtennisspielerin) (* 1985), chinesische Tischtennisspielerin
- Liu Yuan-kai (* 1981), taiwanischer Sprinter
- Liu Yuanjun (* 1982), chinesischer Dartspieler
- Liu Yuanyuan (* 1982) (柳 圆圆,  Liǔ Yuányuán), chinesische Biathletin
- Liu Yuchen (* 1995), chinesischer Badmintonspieler
- Liu Yuhai (* 19??), chinesischer Paläontologe
- Liu Yuhong (1973–2006), malaysische Badmintonspielerin
- Liu Yukun (* 1997), chinesischer Sportschütze
- Liu Yun (* 1982), chinesische Handballspielerin
- Liu Yunfeng (* 1979), chinesischer Leichtathlet
- Liu Yung-chien (* 1989), taiwanischer Biathlet
- Liu Yunshan (* 1947), chinesischer Politiker
- Liu Yuxi (772–842), chinesischer Essayist, Philosoph und Dichter
- Liu Yuxiang (* 1975), chinesische Judoka

### Z
- Liu Zhang (Prinz) († 177 v. Chr.), Prinz der Han-Dynastie
- Liu Zhang (Warlord) († 219 n. Chr.), chinesischer Warlord in Sichuan
- Liu Zhao (劉肇,  Liú Zhào) (79–106), chinesischer Kaiser der Han-Dynastie, siehe Han Hedi
- Liu Zhenwu (* 1945), chinesischer General der Volksbefreiungsarmee
- Liu Zhenya (* 1952), chinesischer Manager
- Liu Zhenyun (* 1958), chinesischer Schriftsteller
- Liu Zhi (劉彘,  Liú Zhì) (156 v. Chr.–87 v. Chr.), chinesischer Kaiser der Han-Dynastie, siehe Han Wudi
- Liu Zhi (劉志,  Liú Zhì) (132–168), chinesischer Kaiser der Han-Dynastie, siehe Han Huandi
- Liu Zhi (Gelehrter) (刘智,  Liú Zhì) (1660–1745), chinesischer Gelehrter des Islam
- Liu Zhi (Militär) (劉峙) (1892–1971), chinesischer Militär und Politiker
- Liu Zhidan (1903–1936), chinesischer Parteifunktionär (KP)
- Liu Zhiji (661–721), chinesischer Historiker
- Liu Zhiwei (* 1988), chinesischer Eishockeytorwart
- Liu Zhiyu (* 1993), chinesischer Ruderer
- Liu Zhong (* 1975), chinesische Badmintonspielerin
- Liu Zhongli (* 1934), chinesischer Politiker
- Liu Zhongqing (* 1985), chinesischer Freestyle-Skier
- Liu Zhuang (劉莊,  Liú Zhuāng) (28–75), chinesischer Kaiser der Han-Dynastie, siehe Han Mingdi
- Liu Zhuang (1932–2011), chinesische Komponistin
- Liu Zige (* 1989), chinesische Schwimmerin
- Liu Zongyuan (773–819), chinesischer Beamtengelehrter
- Liu Zuan (劉纘,  Liú Zuǎn) (138–146), chinesischer Kaiser der Han-Dynastie, siehe Han Zhidi